# Campeonato Europeo de Halterofilia de 1951
El XXXI Campeonato Europeo de Halterofilia se celebró en Milán (Italia) entre el 26 y el 28 de octubre de 1951 bajo la organización de la Federación Europea de Halterofilia (EWF) y la Federación Italiana de Halterofilia.
El evento fue realizado en el XXIX Campeonato Mundial de Halterofilia. Los tres mejores halterófilos europeos de cada categoría recibieron las correspondientes medallas.

## Medallistas
| Evento  | Oro                                      | Plata                             | Bronce                               |
| ------- | ---------------------------------------- | --------------------------------- | ------------------------------------ |
| 56 kg   | Ettore Amati · Italia · 265,0            | Arvo Vehkonen · Finlandia · 262,5 | Andrija Maleč Yugoslavia 245,0       |
| 60 kg   | Johan Runge Dinamarca 310,0              | Julian Creus Reino Unido 302,5    | Max Heral Francia 295,0              |
| 67,5 kg | Ermanno Pignatti · Italia · 317,5        | Josef Tauchner · Austria · 315,0  | Roger Rubini · Suiza · 305,0         |
| 75 kg   | Johannes Smeekens · Países Bajos · 355,0 | Georges Firmin Francia 355,0      | André Dochy Francia 342,5            |
| 82,5 kg | Jean Debuf Francia 392,5                 | Wilhelm Flenner · Austria · 362,5 | Augusto Fiorentini · Italia · 357,5  |
| 90 kg   | Raymond Herbaux Francia 362,5            | Luciano Zardi · Italia · 352,5    | Franz Eibler · Austria · 345,0       |
| +90 kg  | Heinz Schattner RFA 405,0                | Melvin Barnett Reino Unido 395,0  | Wilhelm Hafenscher · Austria · 380,0 |

1. 1 2 3  Fuerza (kg) + arrancada (kg) + dos tiempos (kg) = TOTAL (kg)

## Medallero
| Núm. | País         | Oro | Plata | Bronce | Total |
| ---- | ------------ | --- | ----- | ------ | ----- |
| 1    | Francia      | 2   | 1     | 2      | 5     |
| 2    | Italia       | 2   | 1     | 1      | 4     |
| 3    | Dinamarca    | 1   | 0     | 0      | 1     |
| 3    | Países Bajos | 1   | 0     | 0      | 1     |
| 3    | RFA          | 1   | 0     | 0      | 1     |
| 6    | Austria      | 0   | 2     | 2      | 4     |
| 7    | Reino Unido  | 0   | 2     | 0      | 2     |
| 8    | Finlandia    | 0   | 1     | 0      | 1     |
| 9    | Suiza        | 0   | 0     | 1      | 1     |
| 9    | Yugoslavia   | 0   | 0     | 1      | 1     |
|      | TOTAL        | 7   | 7     | 7      | 21    |